# Asher ben Yehiel
Rabbenou Asher ben Yehiel (1250, Allemagne - 1327, Tolède, Espagne), dit le Rosh (hébreu הרא"ש), est l’un des principaux décisionnaires de l’époque des Rishonim, les Maîtres médiévaux. Éminent talmudiste, il est l'élève - et le gendre - de Rabbi Meïr de Rothenburg.
Descendant d’une longue lignée rabbinique dont l’origine remonte jusqu’à Rabbenou Guershom ben Yehouda, il est l'arrière-petit-fils de Rabbi Eliezer ben Nathan de Mayence, l’un des guedolei hador (« Grands de sa génération »). Son père Rabbi Yehiel ben Rabbi Ouri était l’un des Hassidei Ashkenaz (« piétistes rhénans »), et l’un des compagnons du Roqéah et de Rabbi Yehouda Hahassid. Son fils Yaakov ben Asher est l'auteur du code de loi appelé Arbaa Tourim.

## Son œuvre
C’est au travers de son immense œuvre halakhique, qui demeure jusqu’à aujourd’hui l’une des bases essentielles de la loi juive moderne, que se dévoile la stature du Roch. Rabbi Yossef Karo, l’auteur du Choulhan Aroukh, le décrit comme étant l’un des trois piliers de la Halakha, avec le Rambam et le Rif. Outre des commentaires sur la Torah, la Mishna et quelques traités du Talmud, le Rosh nous a laissé surtout son œuvre principale, le Hilkhoth haRosh, un recueil de lois selon l’ordre des traités du Talmud, où le Rosh donne en fait une conclusion quasi exhaustive de toutes les Halakhot ayant cours à son époque. Son œuvre fait de lui l’un des décisionnaires les plus suivis dans l’ensemble du peuple juif.
Commentaires du Rosh
- Maadanei Yom Tov - Rav Yom Tov Lippman Heller de Prague (1579-1654)
- Tiferet Shmouel - Rav Aharon Kaidanover de Pologne (1624-1676)
- Korban Netanel - Rav Netanel Weil d'Allemagne (1687-1769)